# Bargen SH
Bargen je obec ve švýcarském kantonu Schaffhausen. Žije zde 313 obyvatel.
Na území obce se nachází nejsevernější bod Švýcarska.

## Geografie

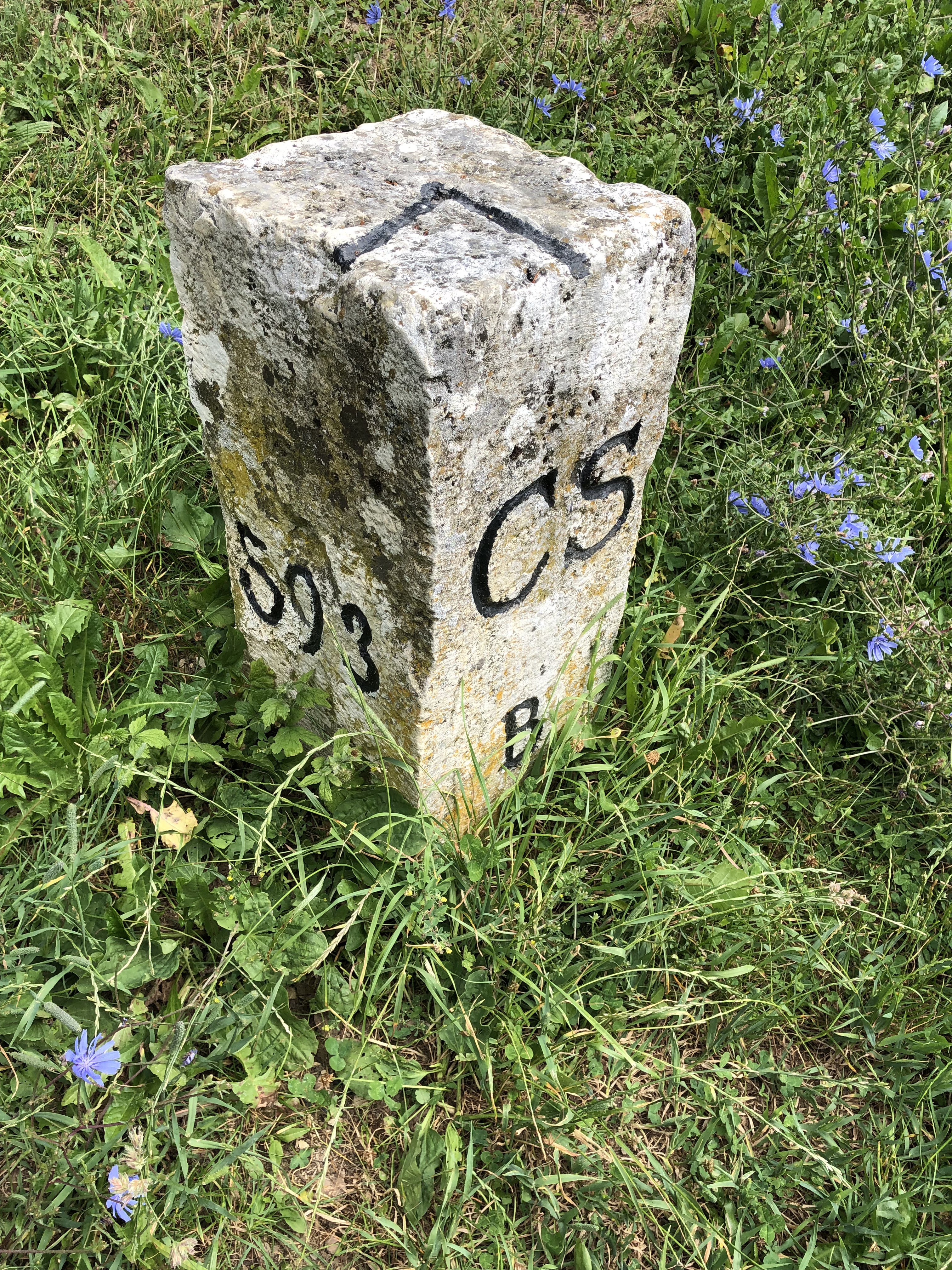
Hraniční „černý kámen“

Bargen je nejsevernější obcí Švýcarska. Nejsevernější hraniční kámen ve Švýcarsku se nachází v Bargenu, nese číslo 593 a je lidově známý jako schwarzer Stein („černý kámen“). Politická obec se skládá z obce Bargen (původně Niederbargen) a vesnice Oberbargen. 
Bargen leží na řece Durach v horní části údolí Merishausertal v nadmořské výšce 605 m, kde se údolí větví na údolí Hoftal a Mülital. Obě údolí jsou od sebe oddělena vrcholem Nieder Hengst (746 m n. m.) a přilehlým vrcholem Hoh Hengst, který je s 861 m n. m. nejvyšším bodem obce a hraničním bodem s Německem.
Údolí Müli na jihu je neobydlené a na jihu ho ohraničuje Bargemer Randen (808,7 m n. m.), přes jehož hřeben vede hranice obce s Merishausenem. V údolí Hoftal na severu leží statek Oberbargen (694,6 m n. m.), kdysi osada srovnatelná s Niederbargenem.
Na jihovýchodě obce leží takzvaný Schlauch (570 m n. m.) v Merishausertalu na hranici s Merishausenem a Wiechs am Randen (obec Tengen, Německo), dno údolí mezi Bargemer Randen, Ebnet (734 m n. m.) a Bohl (786 m n. m.). Zmatené hraniční čáry v oblasti Schlauchu byly vyjasněny na dva pokusy, naposledy v roce 1967 při stavbě dálnice A4.
Sousedními obcemi Bargenu jsou Merishausen na jihu, Blumberg (okres Schwarzwald-Baar) na západě a severu a Tengen (okres Kostnice) na východě.

## Historie

Letecký pohled (1964)

Bargen je poprvé zmiňován jako Paragen v roce 884, kdy hrabě Peringer vyměnil svůj majetek v Merishausenu za statek Bargen kláštera St. Gallen. Bargen se dříve skládal ze tří vesnic Unter-, Mittel- a Oberbargen.
Bargen patřil k zemskému guberniu Nellenburg a po založení opatství Allerheiligen v roce 1049 k jeho obvodu, který v roce 1451 a 1491 připadl městu Schaffhausen. Nejvýznamnějšími pozemkovými vlastníky v Bargenu byli Rotenové von Randenburg. V roce 1378 prodal Egbert der Rote svůj majetek v Bargenu včetně kostela a panství špitálu Ducha svatého v Schaffhausenu, který své postavení rozšiřoval až do roku 1510. Vrchnostenská práva vykonával Schaffhausen od reformace až do roku 1798 (panství Merishausen).

## Obyvatelstvo

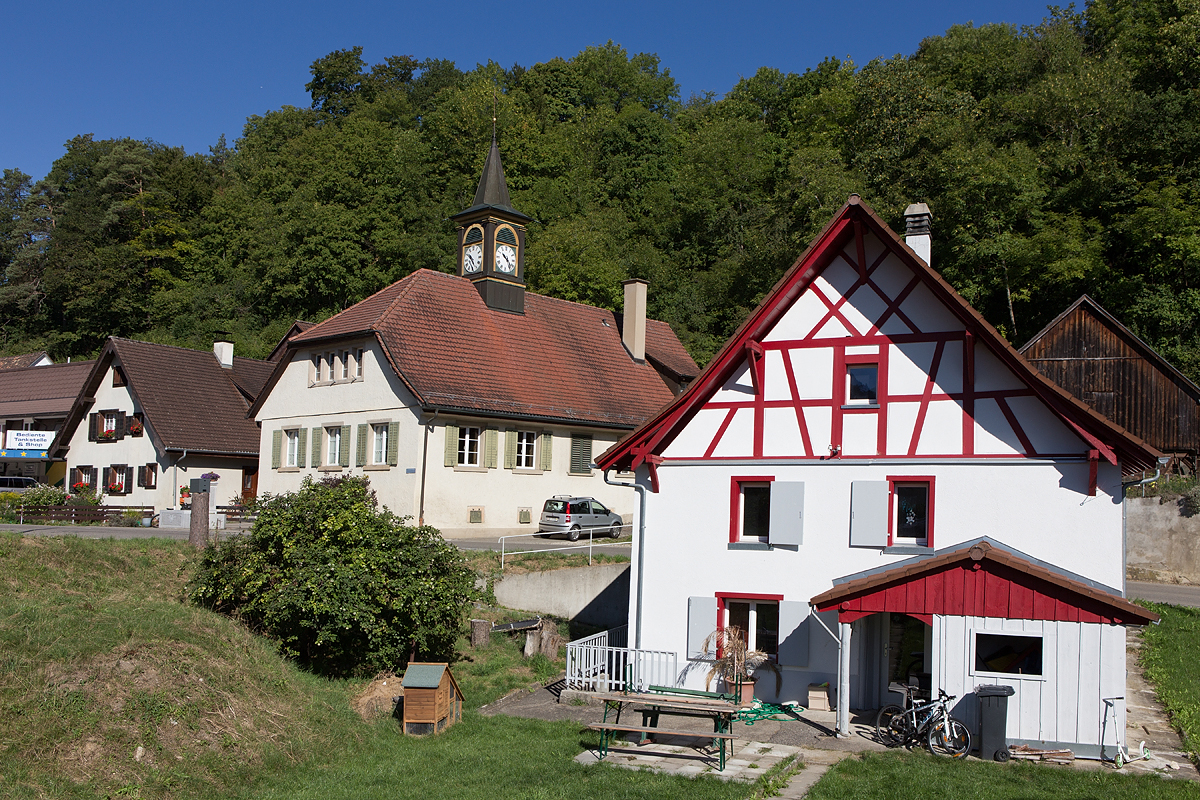
Tradiční architektura obce

| Rok            | 1850 | 1900 | 1950 | 1990 | 2002 | 2010 | 2021 |
| Počet obyvatel | 327  | 226  | 203  | 211  | 237  | 249  | 330  |

## Hospodářství a doprava

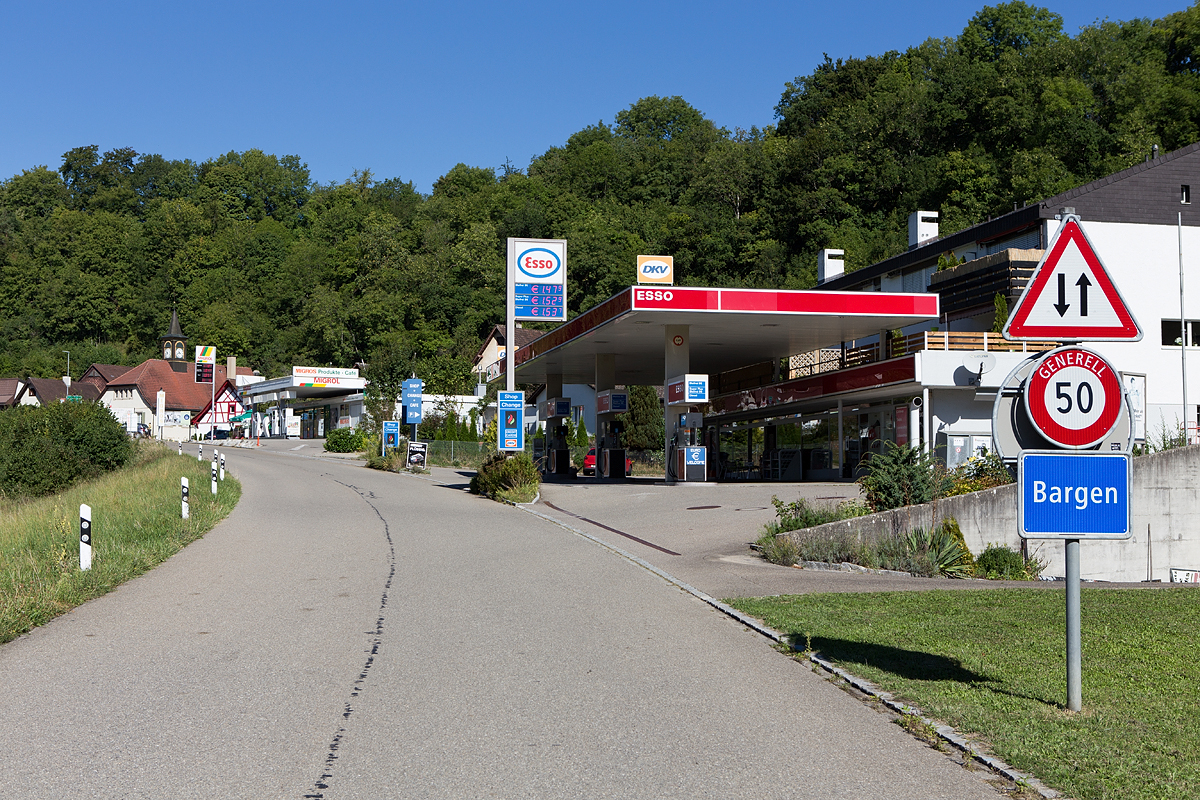
Vjezd do obce a čerpací stanice

Bargen je spojen se Schaffhausenem po hlavní silnici č. 4. Směrem na sever silnice pokračuje do obce Neuhaus am Randen (obec Blumberg) v Německu. Veřejná doprava využívá vedlejší silnici, která vede částečně přes německé území. Po této silnici jezdí ve všední dny každou hodinu autobusová linka do Schaffhausenu. Do Německa jezdí také několik spojů denně. Nezanedbatelným faktorem v hospodářství Bargenu jsou tři čerpací stanice na hlavní silnici 4.